# Polyalthia chloroxantha
Polyalthia chloroxantha este o specie de plante din genul Polyalthia, familia Annonaceae. A fost descrisă pentru prima dată de Friedrich Anton Wilhelm Miquel, și a primit numele actual de la Friedrich Ludwig Diels. Conform Catalogue of Life specia Polyalthia chloroxantha nu are subspecii cunoscute.